# Větrov (Frýdlant)
Větrov (do roku 1947 užíván název Ringenhain) je vesnice, část města Frýdlant v okrese Liberec. Nachází se dva kilometry jižně od Frýdlantu podél Větrovského potoka. Větrov leží v katastrálním území Frýdlant o výměře 25,36 km².
K Větrovu náleží i osady Hág, označovaná též jako Háj (německy Hag nebo Haag), Větrov-Zátiší, někdy také zvaná Nichtovy Domky (německy Nichthäuser), a samota Polní Domky (německy Feldhäuser).

## Historie
První písemná zmínka o vesnici pochází z roku 1381.

## Přírodní poměry
Jižně od Větrova se nacházejí návrší Nad Zátiším (427 m n. m.) a Podlesí (446 m n. m.).

## Pamětihodnosti
- Pravoslavný kostel svaté Maří Magdalény v Žitavské ulici na jihozápadě Frýdlantu
- Socha sv. Maří Magdalény

## Další fotografie

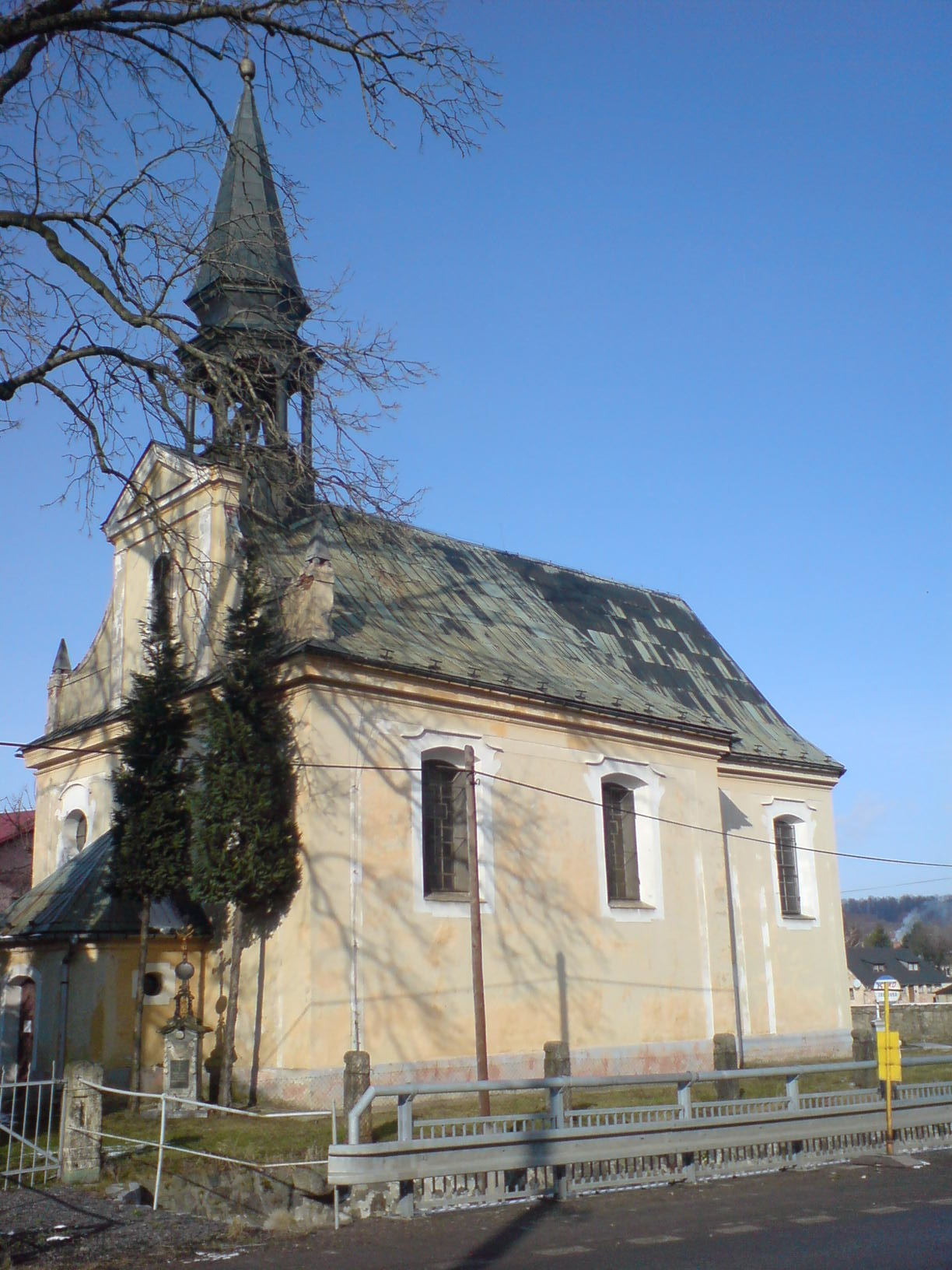
Kostel svaté Maří Magdaleny
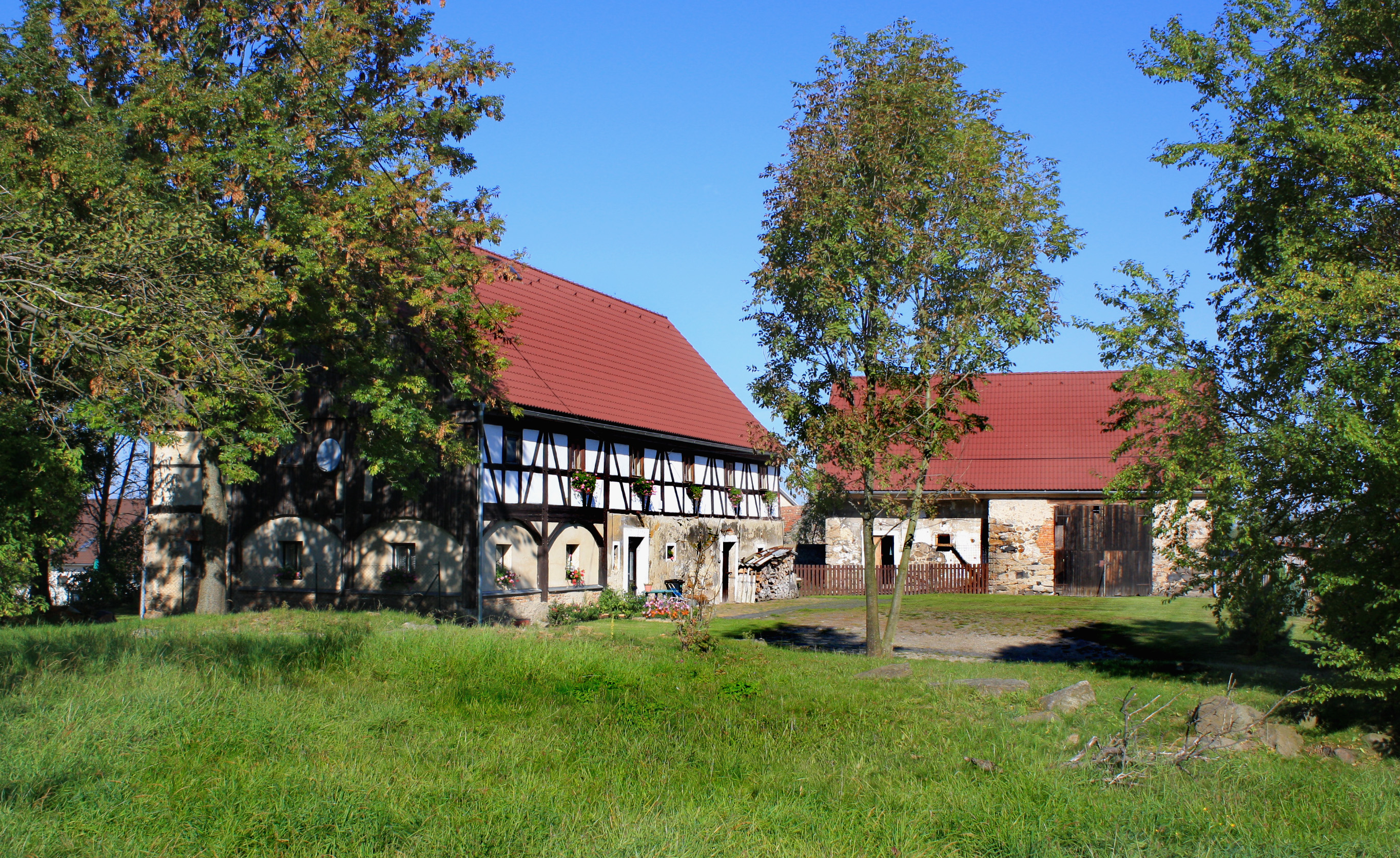
Hrázděný statek
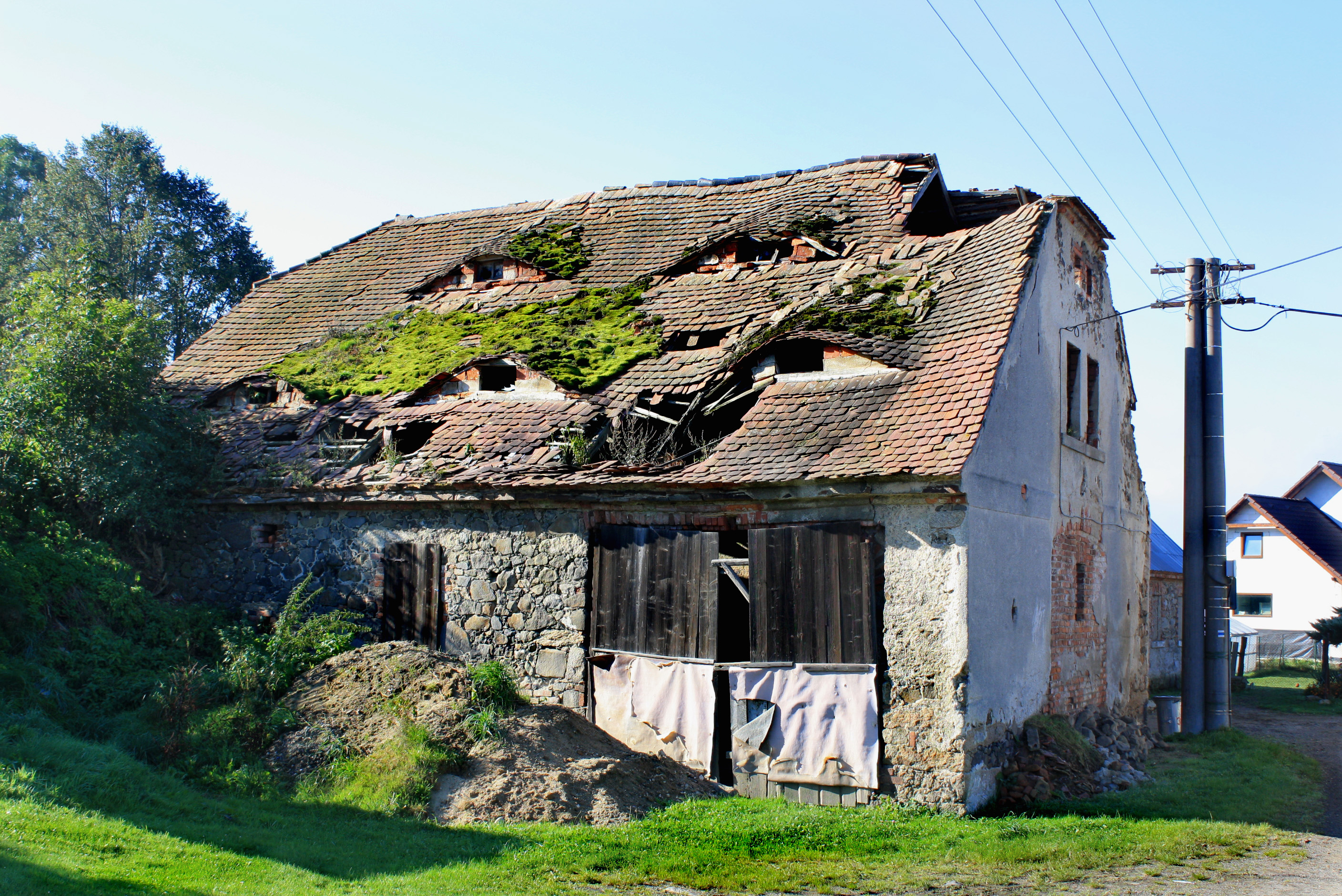
Rozpadající se stodola
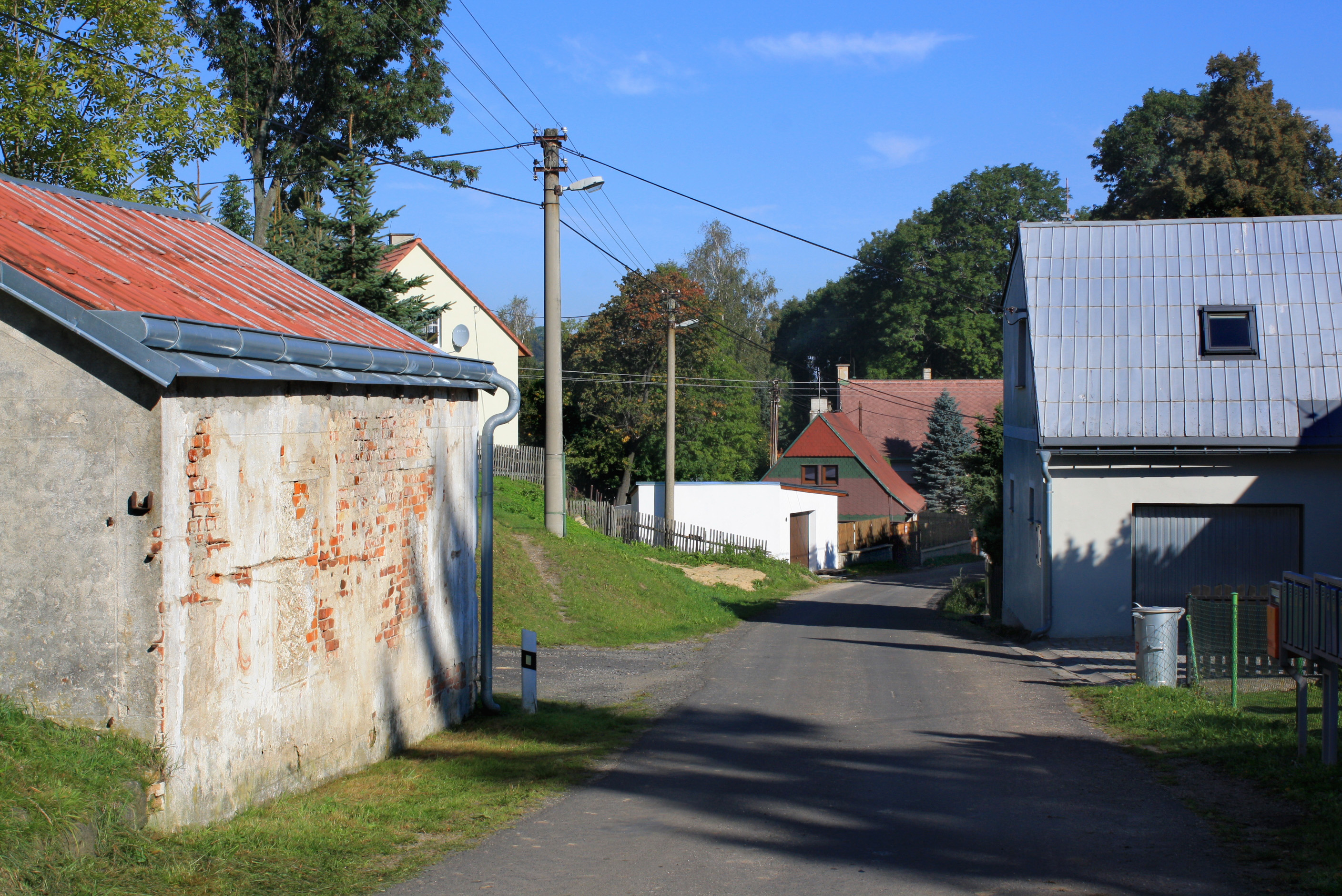
Silnice v jižní části
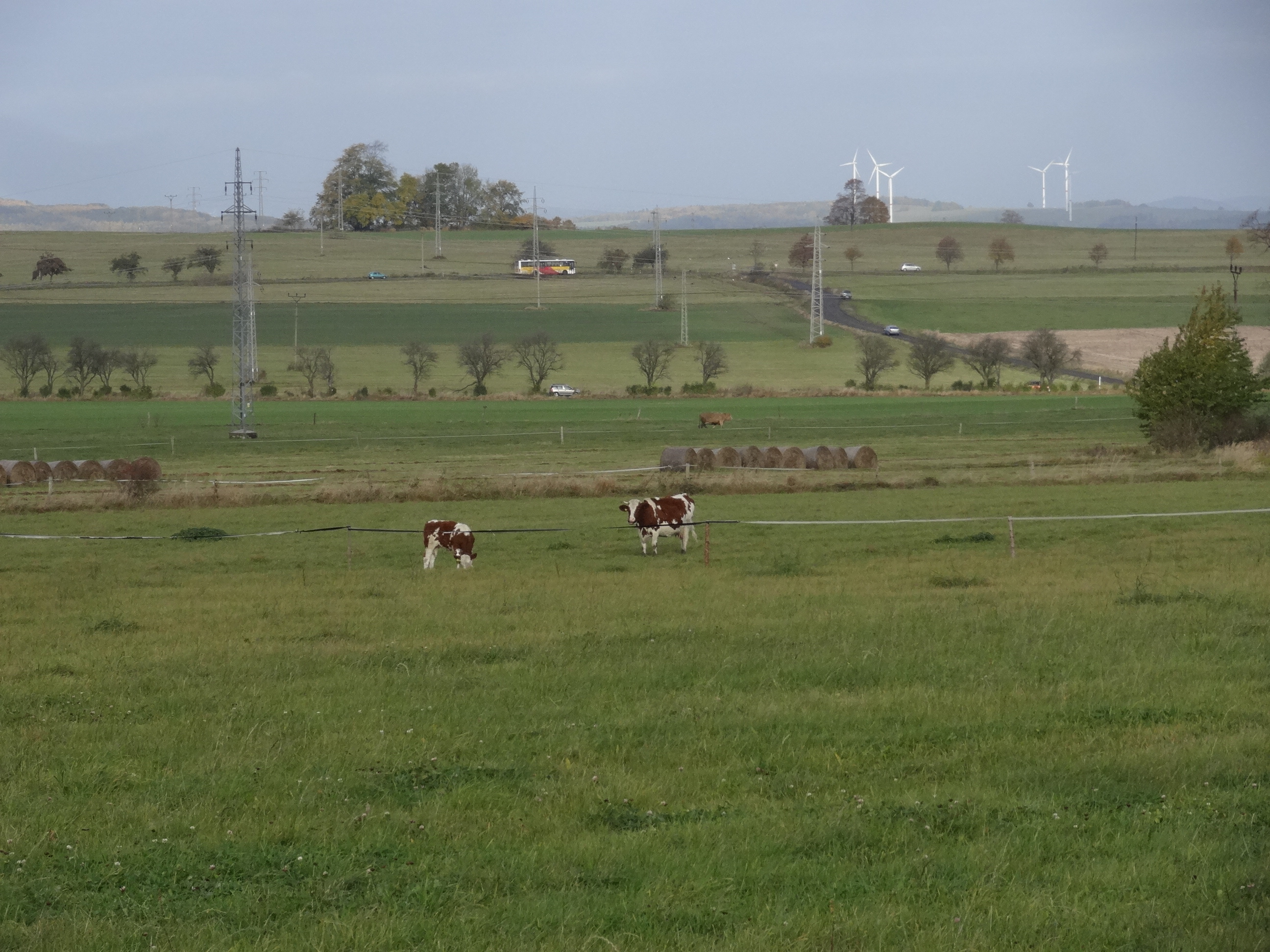
Krajina jihozápadně od vsi